# لويس أبراهام
لويس أبراهام (بالإسبانية: Luis Abram)‏ (27 فبراير 1996 بيرو - ) هو لاعب كرة قدم بيروفي، يلعب كمدافع.

## مسيرته الكروية
لعب لويس أبراهام خلال مسيرته الاحترافية مع ناديين في سبعة مواسم وسجل خلالها 5 أهداف ضمن 146 مباراة. ولم يفز بأي موسم بالكأس وفاز في موسمين بالدوري.
خاض لويس أبراهام مسيرته مع نادي سبورتينغ كريستال في موسم 2014 ليلعب معه أربعة مواسم، مشاركًا في 94 مباراة سجل خلالها 3 أهداف. ثم انتقل إلى نادي فيليز سارسفيلد في موسم 2017–18 واستمر معه طيلة ثلاثة مواسم، حيث شارك في 52 مباراة سجل خلالها هدفين.

## وصلات خارجية
لويس أبراهام على موقع الدوري الأمريكي (الإنجليزية)
- لويس أبراهام على موقع قاعدة بيانات كرة القدم.إي يو (الإنجليزية)
- لويس أبراهام على موقع ليكيب (الفرنسية)
- لويس أبراهام على موقع ناشيونال فوتبول تيمز (الإنجليزية)
- لويس أبراهام على موقع Soccerway.com (الإنجليزية)
- لويس أبراهام على موقع عالم كرة القدم.نت (الإنجليزية)
- لويس أبراهام على موقع AS.com (الإسبانية)